# Albert Cristina
Albert Maximo Cristina (Willemstad (Curaçao), 18 november 1970) is een voormalig Nederlands volleyballer.
Cristina speelde 170 keer voor het Nederlands team en nam deel aan twee Olympische Zomerspelen. In 1997 werd hij met Nederland Europees kampioen. Hij speelde voor Piet Zoomers/D, Geldrop, ZVH, Zwolle, Roeselare, Omniworld en Nesselande en won meerdere landstitels.
Als trainer wordt hij met Rivium Rotterdam in 2011 landskampioen door in de finale Langhenkel Volley te verslaan. Vanaf 6 november 2011 is hij als hoofdcoach aan de slag bij het Belgische VC Argex Duvel Puurs (Liga A).
Peter Blangé · Albert Cristina · Martijn Dieleman · Bas van de Goor · Mike van de Goor · Guido Görtzen · Martin van der Horst · Joost Kooistra · Reinder Nummerdor · Richard Schuil
Rob Bontje · Albert Cristina · Kay van Dijk · Nico Freriks · Dirk-Jan van Gendt · Mike van de Goor · Guido Görtzen · Robert Horstink · Marko Klok · Reinder Nummerdor · Richard Schuil · Jeroen Trommel